# 天主教貝雅教區
天主教貝雅教區（拉丁語：Dioecesis Beiensis），是葡萄牙一個天主教教區，位於南部的貝雅區，並包括塞圖巴爾區一部份。屬埃武拉總教區。始於1770年7月10日。
現任教區為主教為安多尼奧·丹塔斯。2011年，有186,100名教友，估轄區總人口83.4%，有119個堂區、55名司鐸、5名終身執事、12名修士、59名修女。